# Мими Христова
Мими Христова е българска състезателка по свободна борба. Започва да тренира борба през 2003 година.
През 2018 година печели сребърен медал на Европейското първенство по борба в Каспийск, Русия.
Участва на олимпийските игри в Рио де Жанейро през 2016 година.
Състезава се за Левски София, като преди това е тренирала в Ботев Враца. Тренирала е при Юлиян Георгиев и Петър Касабов.

## Постижения
- СП, 2023, Бронз, жени, Белград, Сърбия, 68 кг
- ЕП, 2024, Бронз, жени, Букурещ, Румъния, 65 кг
- ЕП, 2023, Злато, жени, Загреб, Хърватия, 65 кг
- ЕП, 2020, Злато, жени, Рим, Италия, 65 кг
- ЕП, 2018, Сребро, жени, Каспийск, Русия, 59 кг
- ЕП, 2016, Бронз, жени, Рига, Латвия, 58 кг
- ЕП, 2015, Сребро, жени U23, Валбржих, Полша, 58 кг, Жени
- ЕП, 2014, Бронз, жени, Вантаа, Финландия, 55 кг
- ЕП, 2012, Злато, девойки, Загреб, Хърватска, 59 кг, Жени
- ЕП, 2009, Бронз, кадетки, Жренянин, Сърбия, 56 кг, Жени